# Кантемиров, Борис Маирбекович
Борис Маирбекович Кантемиров (осет. Хъантемыраты Мæирбеджы фырт Барис; род. 14 сентября 1963, Беслан, Северо-Осетинская АССР) — советский актёр и режиссёр, мастер спорта и заслуженный тренер России по карате, депутат Парламента Республики Северная Осетия-Алания от партии «Единая Россия», президент Федерации практической стрельбы РСО-Алания. Член комитета по национальной политике и делам молодёжи и комитета по науке, образованию и информационной политике.

## Биография
Борис Кантемиров родился 14 ноября 1963 года в осетинской семье. Отец Бориса, Маирбек Казбекович, всю жизнь проработал шофёром. Мать, Варвара Каламурзаевна, трудилась бухгалтером.
В детстве Борис Кантемиров занимался вольной борьбой, но по-настоящему увлёкся карате в 17 лет. Тогда же Кантемиров поступил во ВГИК и одновременно начал заниматься карате у Мурата Джусоева. Через полгода Борис нашёл Олега Кантемирова, который приходится ему дальним родственником, и в дальнейшем занимался у него. Борис также тренировался у голландского мастера карате Пиета Вергунста, а позже проходил обучение у Тэруо Коно, одного из основоположников карате Вадо-рю в Европе.
Окончив университет по специальности «режиссёр документального кино», Кантемиров был призван в ряды Советской армии и в 1985—1986 годах служил в Московском военном округе.
После демобилизации Кантемиров снялся в эпизодических ролях в двух фильмах. В фильме «Фанат» Кантемиров исполнил эпизодическую, но значимую по сюжету роль Казбека — старослужащего Советской армии, который, жёстко преподав урок рукопашного боя «Малышу» (главный герой в исполнении Алексея Серебрякова), становится его покровителем на период службы в армии и обучает боевым искусствам. Выступив режиссёром фильма «Человек в зелёном кимоно», Кантемиров предпочёл покинуть киноиндустрию, полностью посвятив себя спорту. В 1990 году выиграл чемпионат Советской ассоциации восточных единоборств. В 1996 году занял третье место на международном турнире по Косики карате в Дании. В 1999 году — выиграл в Германии международный турнир Кубок Коно.
Также Кантемиров работал во Владикавказе в ДЮСШ № 5 тренером отделения карате, впоследствии став директором спортивного центра «Манеж». Получив звание мастера спорта, в 2009 году Кантемиров стал заслуженным тренером России по карате. Среди его учеников: заслуженный мастер спорта, многократная чемпионка России и чемпионка мира (2008) — Мария Соболь; мастера спорта международного класса: Азамат Кантемиров — победитель Кубка мира и командного чемпионата Европы (всё в 2002 году) и Аза Кошты — чемпионка России, бронзовый призёр Европы и бронзовый призёр Чемпионата Мира среди студентов (всё в 2006 году). С 1991 года Борис Маирбекович Кантемиров вместе с Аланом Георгиевичем Савхаловым является тренером сборной Северной Осетии по карате.
Во время теракта в Беслане семья младшего брата Бориса Кантемирова оказалась в заложниках. Сам Кантемиров находился возле захваченной школы и после взрывов 3 сентября вытаскивал заложников под огнём террористов. В 2008 году участвовал в боях в Южной Осетии в ходе войны в Грузии, за что был награждён медалью «Во славу Осетии» и орденом Почёта (Южная Осетия).
В 2010 году Кантемиров оставил пост директора спортивного центра «Манеж», приняв приглашение от председателя Северо-Кавказского отделения Союза кинематографистов России, Вячеслава Гулуева, возглавить Северо-Кавказскую студию кинохроники. Тогда же выиграл чемпионат по карате среди ветеранов, после чего прекратил выступать. В 2012 году Кантемиров был награждён премией «Золотой Пояс», учреждённой Российским Союзом боевых искусств в номинации «Верность избранному пути».
В дополнение к обязанностям руководителя студии, Борис Кантемиров является членом Парламента РСО-А от партии «Единая Россия», а также членом комитета по национальной политике и делам молодёжи и комитета по науке, образованию и информационной политике.
Женат. Отец троих детей.

## Фильмография

### Актёр
| Год  |   | Название                 | Роль         |
| ---- | - | ------------------------ | ------------ |
| 1989 | ф | Фанат                    | Казбек       |
| 1989 | ф | Курьер на Восток         | Серёга       |
| 1991 | ф | Человек в зелёном кимоно | боец Феликса |

### Режиссёр
1991 — Человек в зелёном кимоно